# نادي سييرا
نادي سييرا (بالإنجليزية: Sierra Club) هو منظمة بيئية أمريكية لها فروع في جميع الولايات الأمريكية الخمسين، تأسس النادي في 28 مايو 1892، في سان فرانسيسكو، كاليفورنيا، من قبل الأمريكي الاسكتلندي الأمريكي جون موير، الذي أصبح أول رئيس له وكذلك الرئيس الأطول، حيث قضى ما يقرب 20 عامًا في هذا المنصب، يعمل النادي فقط في الولايات المتحدة ويحمل الوضع القانوني 501 (c) (4) منظمة رعاية اجتماعية غير ربحية.
كان النادي من أوائل منظمات الحفاظ على البيئة على نطاق واسع في العالم، ويشارك حاليًا في الضغط على السياسيين لتعزيز السياسات البيئية، تشمل النقاط التي يركز عليها النادي مؤخرًا تعزيز الطاقة المستدامة والتخفيف من ظاهرة الاحتباس الحراري، فضلاً عن معارضة استخدام الفحم والطاقة الكهرومائية والطاقة النووية. يشتهر النادي بتأييده السياسي الذي يدعم المرشحين الليبراليين والتقدميين في الانتخابات.
بالإضافة إلى المناصرة السياسية، ينظم النادي أنشطة ترفيهية في الهواء الطلق، ويعد منظمة بارزة لتسلق الجبال وتسلق الصخور في الولايات المتحدة.